# Турове (Богодухівський район)
Ту́рове —  село в Золочівській громаді Богодухівського району Харківської області України. Населення становить 164 осіб.

## Географія
Село Турове знаходиться на правому березі річки Лопань, вище за течією примикає селище Козача Лопань, нижче за течією на відстані 1,5 км - село Макарове, на протилежному березі село Нова Козача та залізнична станція Нова Козача. Біля села невеликі лісові масиви (дуб).

## Історія
12 червня 2020 року, розпорядженням Кабінету Міністрів України № 725-р «Про визначення адміністративних центрів та затвердження територій територіальних громад Харківської області», увійшло до складу Золочівської селищної громади.
19 липня 2020 року, в результаті адміністративно-територіальної реформи та ліквідації Золочівського району, село увійшло до складу Богодухівського району.